# ABBA
ABBA (стилизовано ) је шведска поп и рок група која је важила за комерцијално најуспешнију поп групу на свету. Група је доминирала на топ-листама од средине седамдесетих до почетка осамдесетих, продавши много хит синглова и албума. Процене продаје албума групе у свету варирају од 370 до 500 милиона, што би их могло учинити другим најуспешнијим бендом на свету после Битлса. Они су прва појава са европског тла која је постала редован део британских, америчких и аустралијских топ-листа, а њихов успех је отворио врата за многе друге европске групе. Њихово непрекидно наслеђе означава шведску музичку индустрију као мејнстрим играча.
Група је основана око 1972, а чинили су је: Бјорн Улвеус, Бени Андерсон, Агнета Фелтског и Ани-Фрид Лингштад. Постали су широм познати након побеђивања на такмичењу Евровизија 1974. са песмом Ватерло. Групу су чинила два брачна пара, Бјорн и Агнета и Бени и Ани-Фрид. ABBA је колективно одлучила да се расформира почетком 1983.
Име „ABBA” долази од првих слова имена сваког члана групе.

## Пре оснивања групе
Андерсон је био члан шведског рок/поп бенда Хеп Старс који је био врло популаран у шведској током шездесетих. Група је настала по узору на америчке и британске групе као што су Херманс Хермитс, Ху и Ролингстонси. Хеп Старс су имали велику армију обожавалаца, посебно међу тинејџеркама. У међувремену, Бјорн је био вођа групе Хутенани Сингерс чији је звук био мекши и лакши за слушање него Хеп Старса. Певачима су се некад укрштали путеви и одлучили су да заједно пишу песме. Једна од њих, Isn't It Easy To Say, је постала хит Хеп Старса и Бјорн је понекад гостовао на турнејама бенда. Чак је било предложено да се те две групе споје, али то се никад није десило. Стиг Андерсон, менаџер Хутенани Сингерса и оснивач Полар Музика, видео је много потенцијала у Бенијевом и Бјорновом заједничком раду и охрабривао их је да пишу више песама и направе албум који је назван Lycka када је издан под Поларовим именом.
Агнета Фелтског је била најмлађи члан групе и поп феномен који је сама писала и изводила шведске хитове још док је била тинејџерка и такође је глумила Марију Магдалену у шведској верзији Исуса Христа Суперстара. Агнету су приметили критичари и текстописци као усавршену композиторку, али она је сматрала да је то тежак посао писати и изводити лаке поп песме у шлагер стилу, снимати обраде хит песама и ићи на турнеје са шведским групама. На једној од турнеја Хутенани Сингерс упознала је и заљубила се у Бјорна. Њихово венчање 1971. године било је венчање године шведских познатих личности и привукло је много пажње.
Домаћица Ани-Фрид Лингштад је била повремена певачица у кабареу када је одлучила да оде на такмичење у певању и победила на њему. Шведска је у то време мењала прописе од вожње левом страном пута на десну и много је емисија снимано да би охрабрило људе да остану ван друмова током ноћи промене. Позвана да се појави на телевизији те вечери са њеном победничком песмом, Фридина музичка каријера је узлетела. Упознала је Бенија Андерсона током једне од турнеја. Постали су љубавници и Бени је позвао Фриду да пева пратеће вокале са Агнетом на албуму Lycka.

## Прве године
Раних седамдесетих, Бјорн и Агнета су, иако су били венчани, водили раздвојене музичке каријере. Међутим, Стиг је био амбициозан и одлучан да их пробије у међународно мејнстрим тржиште, нешто по чему шведске групе нису биле познате. Као резултата охрабривања, Бјорн и Бени су написали песму за Евровизију 1972. коју је изводила Лена Андерсон. Say It With a Song је освојила треће место, али је била велики хит у неколико држава, убеђујући Стига да је на правом путу.
Бјорн и Бени су наставили са писањем песама и експериментисали су са новим звуцима и вокалним аранжманима који су имали нешто успеха у Јапану. Једна од тих песама са којом су изашли је била People Need Love, са девојкама као пратећим вокалима којима је дато много више места за истицање него раније. Свако укључен у то се осећао одушевљено због новог звука и Стиг га је издао као сингл, потписујући га као Бјорн и Бени, Агнета и Ани-Фрид. Плоча је стигла до броја 17 на шведским листама, довољно да их убеди да су на путу нечега доброг.
Следеће године су одлучили да још једном покушају на Евровизији, овај пут са песмом "Ring Ring". Студијским радом је руководио Мајкл Третоу који је експериментисао са техником звучног зида који је постао нови ABBA звук. Стиг је уредио превођење стихова на енглески и мислили су да ће овај пут сигурно бити победници. Опет, били су трећи. И поред тога, прото-група је издала албум Ring Ring, још увек носећи незграпно име Бјорн, Бени, Агнета & Фрида. Албум је прошао добро, а сингл Ring Ring је био хит у многим деловима Европе, али је Стиг мислио да прави пробој може доћи само са хитом у САД или Великој Британији.
У то време, Стиг, уморан од незграпног имена, почео је ословљава групу приватно и у јавности као ABBA. Ово је на почетку била шала, пошто је ABBA такође било име познате фирме за конзервирање рибе у Шведској. Ипак, пошто је фирма била мање-више позната изван Шведске, Стиг је почео да верује да ће име добро пролазити на међународним тржиштима и тако је остало. Касније је група преговарала са фирмом око права на употребу имена.

## Евровизија и после ње
Поново су се окушали на Евровизији 1974, сада инспирисани растућом глам рок сценом у Уједињеном Краљевству и песмама попут Визардове "See My Baby Jive". "Waterloo" је била нескривено поп песма са примесама глам-рока коју је продуцирао Мајкл Третоу. Сада далеко искуснији, били су боље припремљени за такмичење и имали су материјал вредан албума када је избор одржан у Брајтону. Песма је убедљиво победила и катапултирала их у британску сцену по први пут. Сада су имали привлачно име ABBA и људи су могли да одмах купе цео албум ("Waterloo").
"Waterloo" је био први број 1 групе на британским топ-листама. Такође је издан у САД где је стигао до 6. места. Ипак, успех се показао тешко одрживим и њихови следећи синглови "So Long" и "Honey Honey" нису прошли ни изблиза тако добро. Група је била презаузета и није могла убедљиво да промовише песме ни и једној држави. Све до избацивања њиховог другог албума "ABBA" и сингла са ње "SOS", ABBA није показивала знаке да је предодређена за веће ствари. "SOS" је консолидовао присуство групе у Великој Британији где је био међу првих десет и они више нису сматрани за групу која је са само једном песмом постала чудо.
Много већи успех је дошао 1975. када се сваки сингл који се издавао солидно пласирао на листама, а "Mamma Mia" је стигла да 1. места у Великој Британији јануара 1976.
У ово време група је издала албум "Greatest Hits" иако је имала само 5 хитова у првих 40 у Великој Британији и САД. Овај албум је укључивао песму "Fernando" (ранија верзија је била хит-сингл на шведском језику за Ани-Фрид и била је уврштена у њен соло албум "Frida Ensam" из 1975. који је продуцирао Бени). Иако је постала једна од најпознатијих песама групе, "Fernando" се није појавио на шведском и аустралијском издању "Greatest Hits". У Шведској је чекано да се песма у верзији на енглеском језику појави тек 1982. на "The Singles-The First Ten Years"; песма је касније уврштена у аустралијско издање њиховог албума "Arrival" из 1976.
Следећи албум "Arrival" је представио следећи степен достигнућа у писању текстова и студијског рада. Хит за хитом је потицао са њега: "Money, Money, Money", "Knowing Me, Knowing You" и "Dancing Queen", њихов највећи хит. До тада је ABBA била врло популарна у Великој Британији, већем делу западне Европе и Аустралији (који су скоро усвојили групу као своју), али је још увек имала умерен пријем и емитованост у САД и "Dancing Queen" ће остати једини број 1 на листи која је ABBA икада постигла тамо.
До овог времена звук групе ABBA је био синоним за европски поп и био је копиран од група као што су Братерхуд оф Мен и касније Бакс Физ. Неки су мислили са је било потребно да се копира тај звук и приступ са две девојке и два мушкарца да би се победило на Евровизији и чини се да се та идеја потврдила када је Братерхуд оф Мен победила 1976, а Бак Физ 1981.
У међувремену, 1977 "Arrival" је пратио много комплекснији "The Album" који је издан да би се поклопио са филмом , документарним филмом са њихове аустралијске турнеје. Овај албум је лошије оцењен од стране критике, али је изродио неколико хитова као што су "The Name of the Game" и "Take A Chance On Me", које су се обе попеле на врх британских листа. Овај албум је такође садржао познату песму "Thank You for the Music" која је касније издата у Великој Британији као сингл (1983) и била је на Б страни албума "Eagle" у подручјима где је песма била издана као сингл.

## Касније године
До 1978. ABBA је била мегагрупа. Они су претворили запуштени биоскоп у студио Полар Мјузика, који су користили и неко други успешни бендови (албум Лед зепелина In Through the Out Door је био снимљен ту).
Сингл Summer Night City, њихов задњи шведски број 1 на топ-листама, се зауставио кратко при врху британске топ-листе, али је означио увод у диско поход групе са албумом Voulez-Vous, који је издан у пролеће 1979. Ово издање је означило мали пад популарности групе у Великој Британији и Европи, али је привукао много пажње у САД. Албум је укључивао хитове Chiquitita, Does Your Mother Know, Voulez-Vous и I Have A Dream.
Касније исте године, група је издала свој други албум са највећим хитовима који је садржао нову песму Gimme! Gimme! Gimme! (A Man After Midnight), њихов највећи диско хит.
Године 1979, ABBA је ишла на турнеју по САД и Канади, свирајући пред великом публиком, али је успех био можда мали и прекасан.
Албум из 1980. Super Trouper је одражавао промене у стилу групе са више истакнутим синтисајзером и више личним стиховима. Он је поставио рекорд за највише преднаруџбина икада добијених за албум у Великој Британији након што је 1 милион копија наручено пре издавања. Ишчекивање за издањем је изазвала песма The Winner Takes It All, осми број 1 групе на британској топ-листи (први после 1978). Следећи сингл са албума Super Trouper је такође био број 1. Сингл Lay All Your Love On Me је издан 1981. само у ограниченим подручјима, и, заједно са Super Trouper, је успео да се пробије до врха америчких топ-листа. Компилација на шпанском језику Gracias Por La Musica је такође снимљена у ово време, која је издана у Латинској Америци и продала се врло добро.
The Visitors (1981), њихов последњи студијски албум, је показао зрелост и дубину осећања који су недостајали на њиховим ранијим снимцима, али су ипак смештали бенд у поп жанр, са привлачним стиховима и мелодијама. Насловна песма The Visitors се односи на тајне састанке који су одржани без дозволе комунистичких влада у сателитским државама Совјетског Савеза, а остале песме су се односиле на теме као што су старост, губитак невиности, родитеље који гледају како им деца одрастају и тако даље. Њихове мелодије су још увек биле примамљиве, али промена стила се одржавала почетком комерцијалног пропадања након последњег сингла One Of Us који је био хит широм света у децембру 1981.
Иако је овај период означен као пропадање групе, ABBA је још увек имала велику публику, посебно у континенталној Европи и могла је без сумње да настави са радом да није било личних проблема у групи; два брачна пара су се развела до овог тренутка. Песме The Winner Takes It All и One Of Us дају погледе на личне проблеме са којима су се суочавали чланови групе.
У лето 1982, група се сакупила да сними нови албум. На крају су само издали двоструки албум - компилацију свих њихових претходних успеха уз две нове песме. Двоструки албум The Singles: The First Ten Years је заузео прво место на британским листама и одлично се продавао широм света. Нове песме су биле Under Attack и The Day Before You Came, која је била задња песма коју је ABBA заједно снимила. Још две песме су снимљене током 1982: I Am The City и Just Like That. Иако су обе завршене, само је I Am The City издана на компилацији из 1993. Упркос бројним покушајима обожавалаца, Бјорн и Бени и даље одбијају да објаве Just Like That.
Група се постепено разбила како су њени чланови почели да раде различите пројекте. Бени и Бјорн су сарађивали са Тимом Рајсом да би написали мјузикл Шах, док су Агнета и Фрида радиле на својим соло албумима.

## Дискографија
Студијски албуми
- Ring Ring (1973)
- Waterloo (1974)
- ABBA (1975)
- Arrival (1976)
- ABBA: The Album (1977)
- Voulez-Vous (1979)
- Super Trouper (1980)
- The Visitors (1981)
- Voyage (2021)